# Coelioxys siamensis
Coelioxys siamensis är en biart som beskrevs av Cockerell 1911. Coelioxys siamensis ingår i släktet kägelbin, och familjen buksamlarbin. Inga underarter finns listade i Catalogue of Life.